# Meteoro (1979)
Meteor (bra/prt: Meteoro) é um filme estadunidense de 1979 dirigido por Ronald Neame., com trilha sonora de Laurence Rosenthal.

## Sinopse
Cientistas detectam um gigantesco asteroide em rota de colisão com a Terra e mostra o empenho internacional em evitar a catástrofe dos governos americano e soviético, em plena Guerra Fria. 

## Prêmios e indicações
Óscar - 1980
- Indicado
  - Melhor som[5]